# Delphinium chitralicum
Delphinium chitralicum är en ranunkelväxtart som beskrevs av R.A. Qureshi och M.N. Chaudhri. Delphinium chitralicum ingår i släktet storriddarsporrar, och familjen ranunkelväxter. Inga underarter finns listade i Catalogue of Life.